# Harold Arlen
Hyman Arluck (Buffalo, 15 de fevereiro de 1905 – Nova Iorque, 23 de abril de 1986) foi um compositor americano de música popular, que compôs mais de 500 canções, algumas das quais se tornaram conhecidas mundialmente. Além de compor as canções do filme de 1939 O Mágico de Oz (letra de Yip Harburg), incluindo "Over the Rainbow", Arlen é um colaborador altamente considerado do Great American Songbook. "Over the Rainbow" foi eleita a canção n.º 1 do século XX pela Recording Industry Association of America (RIAA) e pelo National Endowment for the Arts (NEA).

## Principais musicas
- "A Sleepin 'Bee" - letra de Harold Arlen e Truman Capote
- "Ac-Cent-Tchu-Ate the Positive" - letra de Johnny Mercer
- "Any Place I Hang My Hat Is Home" - letra de Johnny Mercer
- "As Long as I Live" - letra de Ted Koehler
- "Between the Devil and the Deep Blue Sea" - letra de Ted Koehler
- "Blues in the Night" - letra de Johnny Mercer
- "Come Rain or Come Shine" - letra de Johnny Mercer
- "Ding-Dong! The Witch Is Dead" - letra de EY Harburg
- "Down with Love" - letra de EY Harburg
- "Para Cada Homem Há uma Mulher" - letra de Leo Robin
- "Get Happy" - letra de Ted Koehler
- "Happiness Is a Thing Called Joe" - letra de EY Harburg
- "Hit the Road to Dreamland" - letra de Johnny Mercer
- "Hooray for Love" - letra de Leo Robin
- "I Could Go On Singing" - letra de EY Harburg
- "If I Only Had a Brain" - letra de EY Harburg
- "I Had Myself A True Love" - letra de Johnny Mercer
- "I Gotta Right to Sing the Blues" - letra de Ted Koehler
- "I Love a Parade" - letra de Ted Koehler
- "Ill Wind" - letra de Ted Koehler
- "I Never Has Seen Snow" - letra de Harold Arlen e Truman Capote
- "It Was Written in the Stars" - letra de Leo Robin
- "I've Got the World on a String" - letra de Ted Koehler
- "It's Only a Paper Moon" - letra de EY Harburg, Billy Rose
- "I Wonder What Became of Me" - letra de Johnny Mercer
- "Last Night When We Were Young" - letra de EY Harburg
- "Let's Fall in Love" - letra de Ted Koehler
- "Vamos dar um passeio pelo quarteirão" - letra de Ira Gershwin e EY Harburg
- "Like a Straw in the Wind" - letra de Ted Koehler
- "Lydia the Tattooed Lady" - letra de EY Harburg
- "My Shining Hour" - letra de Johnny Mercer
- "On the Swing Shift" - letra de Johnny Mercer
- "One for My Baby (e One More for the Road)" - letra de Johnny Mercer
- "Out of This World" - letra de Johnny Mercer
- "Over the Rainbow" - letra de EY Harburg
- "Right As The Rain" - letra de EY Harburg
- "Sing My Heart" - letra de Ted Koehler
- "So Long, Big Time!" - letra de Dory Langdon
- "Stormy Weather" - letra de Ted Koehler
- "That Old Black Magic" - letra de Johnny Mercer
- "The Man That Got Away" - letra de Ira Gershwin
- "This Time the Dream's on Me" - letra de Johnny Mercer
- "What's Good About Goodbye?" - letra de Leo Robin
- "When the Sun Comes Out" - letra de Ted Koehler